# Characteres generum plantarum

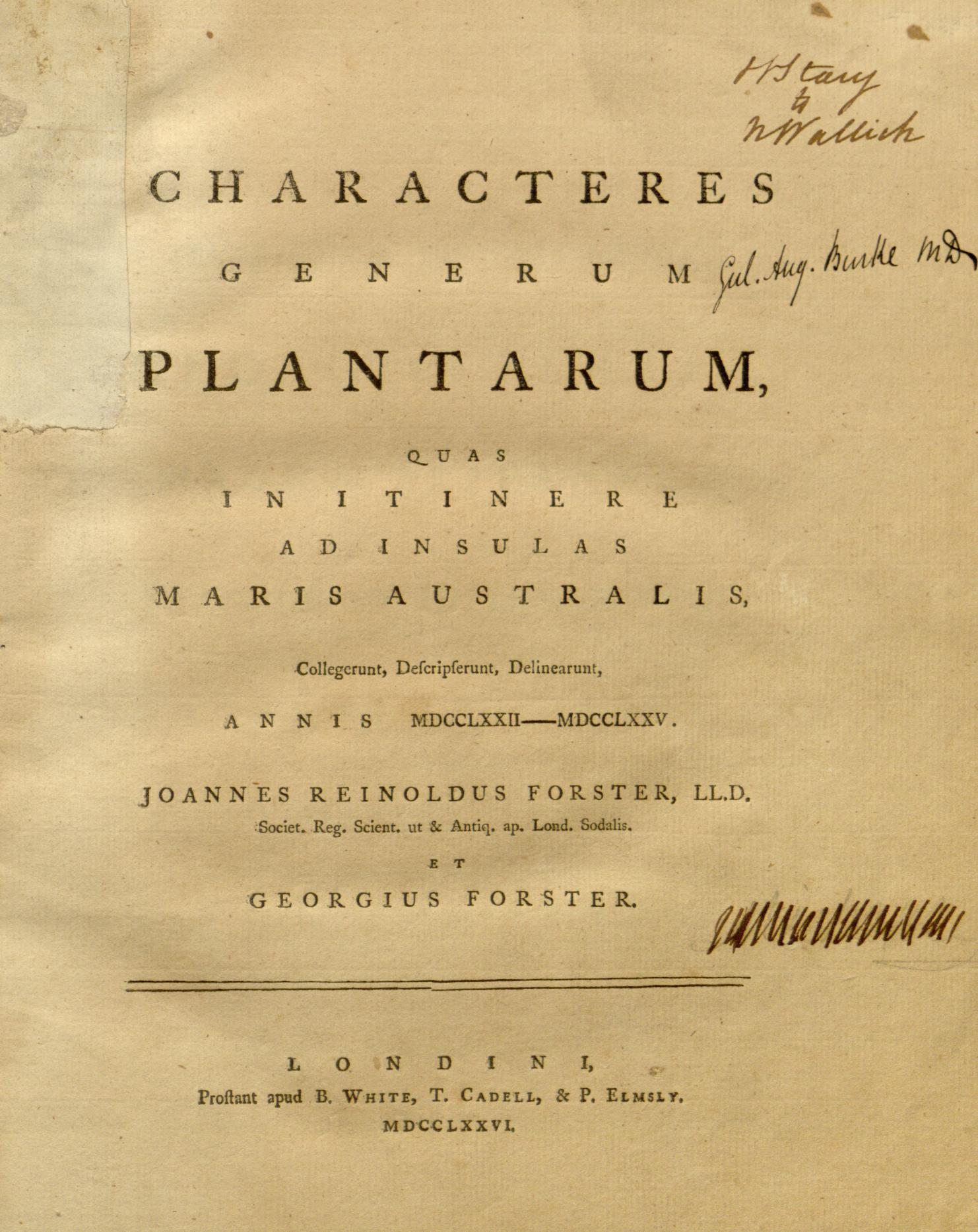
Página de rosto da edição in-quarto de 1776 de Characteres generum plantarum

Characteres generum plantarum (título completo Characteres generum plantarum, quas in Itinere ad Insulas Maris Australis, Collegerunt, Descripserunt, Delinearunt, annis MDCCLXXII-MDCCLXXV Joannes Reinoldus Forster et Georgius Forster , "Características dos tipos de plantas coletadas, descritas e delineadas durante uma viagem às ilhas dos mares do sul, nos anos 1772–1775 por Johann Reinhold Forster e Georg Forster") é um livro de 1775/1776 de Johann Reinhold Forster e Georg Forster sobre as descobertas botânicas que fizeram durante a segunda viagem de James Cook.
O livro contém 78 pranchas, a maioria das quais retrata dissecações de flores em tamanho natural. O livro introduziu 94 nomes binomiais de 75 gêneros, dos quais 43 ainda são os nomes aceitos hoje. Muitos gêneros de plantas receberam nomes de amigos ou patronos dos Forsters. O livro foi publicado em fólio e edição quarto e traduzido para o alemão em 1779. É um livro importante como a primeira publicação de nomes e descrições das espécies nativas da Nova Zelândia.

## Contexto

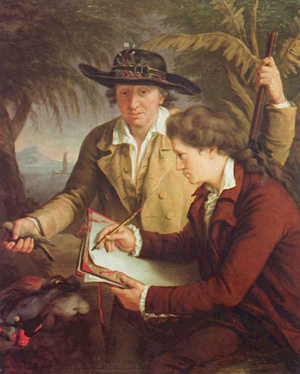
Johann Reinhold Forster e Georg Forster, por John Francis Rigaud, Londres 1780. A planta na aba do chapéu é uma Forstera sedifolia e o pássaro na mão de Reinhold Forster é um sino da Nova Zelândia.

Johann Reinhold Forster foi o principal companheiro científico viajando com James Cook em sua segunda viagem de 1772–1775. Seu filho Georg Forster o acompanhou como desenhista e assistente. Espécimes botânicos foram coletados por Georg e Anders Sparrman, um aluno de Carl Linnaeus que havia sido contratado como assistente por Reinhold Forster. Após o retorno à Inglaterra, Characteres generum plantarum foi a primeira publicação científica a sair da viagem. Reinhold Forster tentou usá-lo para aumentar sua própria reputação como cientista e para competir com o botânico da primeira viagem de Cook, Joseph Banks. Ele estava preocupado com o fato de Banks já ter descrito e publicado a maioria dos nomes das espécies e queria poder reivindicar a descoberta das espécies que encontrou como sua própria conquista.
Characteres foi preparado durante a viagem, escrito rapidamente e continha muitos erros. Reinhold Forster mais tarde lamentou sua publicação apressada e não ter consultado Banks para obter suas opiniões e acesso a suas coleções. Cook tentou, sem sucesso, interromper a publicação do livro no outono de 1775, possivelmente para evitar qualquer preempção de sua própria narrativa, mas Lord Sandwich, o Primeiro Lorde do Almirantado, deu sua permissão para que o livro fosse publicado às custas do própria Forster. A primeira edição em fólio foi apresentada ao rei Jorge III em novembro de 1775, provavelmente em 17 de novembro; isso também tornou efetivamente impossível para Sandwich retirar a permissão para publicação.

## Conteúdo
O livro começa com uma introdução que o dedica ao Rei George III, explica o contexto da viagem e descreve os métodos utilizados e as contribuições de Reinhold e Georg Forster, bem como de Sparrman. Ele também contém um pedido de desculpas por conter apenas 75 gêneros. Enquanto os dois Forsters são listados como autores, Georg Forster afirmou mais tarde que as descrições eram todas dele e de Sparrman, já que seu pai estava mais preocupado com a zoologia. O livro contém 78 placas representando as plantas. Estas são descritas por Dan Nicolson como "quase todas as dissecações florais em tamanho natural, portanto pouco atraentes".

As plantas foram nomeadas de acordo com o modelo taxonômico lineano. Para alguns deles, os nomes locais ou o uso influenciaram a escolha dos nomes. Por exemplo, Diospyros incluindo Diospyros major foram chamados de Maba pelos Forsters, referindo-se ao seu nome tonganês. Xylosma foi nomeado Myroxylon ("árvore de mirra "), referindo-se ao uso que os habitantes faziam dela para perfumar o óleo de cabelo à base de coco. Muitos gêneros receberam nomes de amigos ou patronos em potencial, incluindo Barringtonia, em homenagem a Daines Barrington, e Pennantia, nomeado em homenagem a Thomas Pennant.

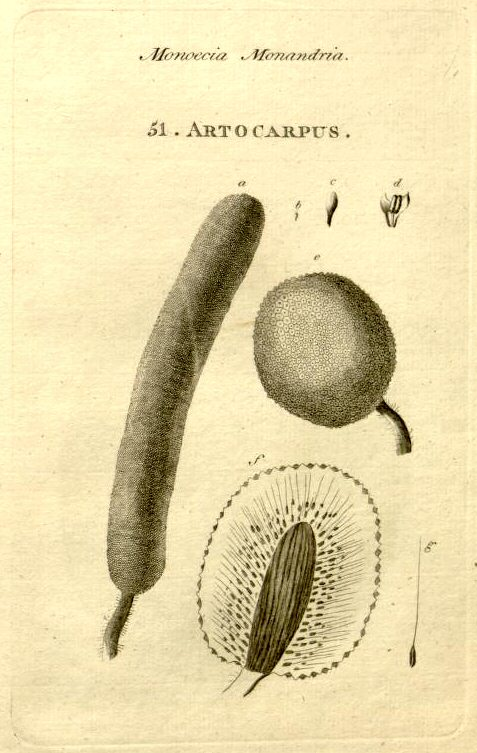
Placa 51 Artocarpus, o gênero fruta-pão, detalhes anatômicos da fruta
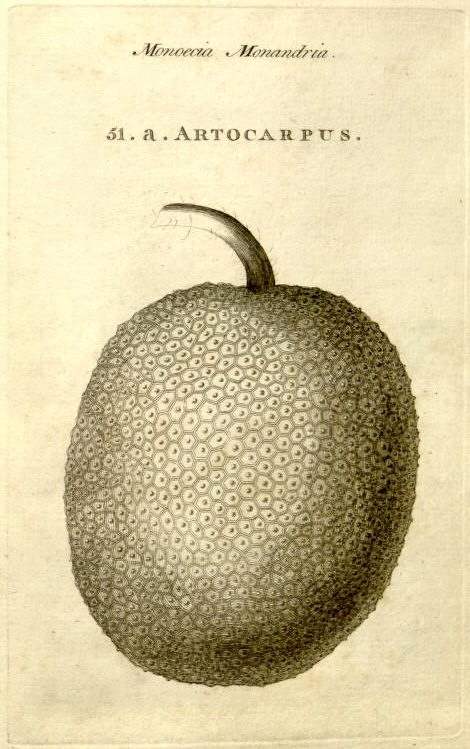
Placa 51.a Artocarpus, fruta-pão inteira

## Edições, formatos e proprietários
O livro foi impresso nos formatos fólio e quarto, com os fólios destinados a presentes para amigos, apoiadores e potenciais patronos dos Forsters. A maioria é datada de 1776, com um quarto e dois fólios de 1775 conhecidos. É provável que as edições in-fólio e in-quarto tenham sido impressas em novembro de 1775. Os dois fólios de 1775 são aquele apresentado a Jorge III e outro enviado por Reinhold Forster a Linnaeus em novembro de 1775.  De acordo com uma carta de Reinhold Forster, foram feitas 25 cópias em fólio, das quais pelo menos 16 fólios foram rastreadas, incluindo as cópias de Joseph Banks, Thomas Pennant e Nikolaus Joseph von Jacquin. A cópia dedicada a Carlos III da Espanha está agora na biblioteca da Universidade da Califórnia em Los Angeles, enquanto o paradeiro atual da originalmente pertencente a Anna Blackburne (que foi colocada à venda em 1944) é desconhecida. Da edição in-quarto, pelo menos 200, provavelmente várias centenas de cópias foram impressas, e foi publicado e amplamente disponível em janeiro ou fevereiro de 1776, vendido por £ 1 7s.
O livro foi traduzido para o alemão por Johann Simon von Kerner, chefe do Jardim Botânico de Estugarda, aparecendo em 1779. A versão original em latim foi reimpressa no Volume 6 das Georg Forsters Werke [de], que foram publicados pela Academia Alemã de Ciências em Berlim e continuados pela Academia de Ciências e Humanidades Berlin-Brandenburg.

## Importância e controvérsia
O livro é uma importante contribuição para a botânica da Nova Zelândia, como a primeira publicação contendo nomes e descrições de suas espécies nativas. As observações anteriores de Banks e Solander da primeira viagem de James Cook só foram publicadas muito mais tarde. Dos 94 binômios de 75 gêneros no livro, 43 são os nomes aceitos até hoje, e para sete outros, o nome genérico ainda é usado enquanto os binômios não são mais os nomes aceitos.

William Wales, o astrônomo na viagem com Cook, afirmou que "não foi capaz de extrair nenhuma informação, exceto que eles encontraram, no total, 75 novas plantas, mas se essas são todas, ou alguma delas, diferente do que foi descoberto pelo Sr. Banks, ele não pode aprender." Mais tarde, Elmer Drew Merrill acusou os Forsters de piratear o trabalho de Solander em Characteres e de não usar os nomes de Solander; entretanto, não há evidências de que eles tiveram acesso aos manuscritos de Solander ou Banks após a viagem. Os botânicos Dan Henry Nicolson e Francis Raymond Fosberg, que estudaram as contribuições botânicas dos Forsters para a segunda viagem de Cook, observam que o trabalho não foi plagiado de Solander, mas feito durante a expedição, como evidenciado pelos manuscritos de Forster da viagem. que Merrill não sabia.